# Коломоец, Сергей Викторович
Сергей Викторович Коломоец (бел. Сяргей Віктаравіч Каламоец; род. 11 августа 1989 года, Гродно, Гродненская область, БССР, СССР) — белорусский метатель молота. Участник Олимпийских игр 2016 года. Мастер спорта международного класса Республики Беларусь.

## Биография
В 2002—2005 годы занимался в гродненской областной СДЮШОР профсоюзов «Неман». Первым тренером была Иванна Михайловна Храмова. В 2005—2009 годы занимался в учреждении образования «Гродненское государственное училище олимпийского резерва» с тренером Михаилом Анатольевичем Попелом. С 2009 года является спортсменом учебно-спортивного учреждения «Витебская областная школа высшего спортивного мастерства». В 2014 году окончил «Витебский государственный университет имени П. М. Машерова».

## Личная жизнь
Жена, Коломоец Анастасия, также является профессиональной спортсменкой. Дочь, Коломоец Ульяна. Проживают в городе Минске.